# Laréole
Laréole (okzitanisch: La Reula) ist eine französische Gemeinde mit 159 Einwohnern (Stand: 1. Januar 2022) im Département Haute-Garonne in der Region Okzitanien (vor 2016 Midi-Pyrénées). Sie gehört zum Arrondissement Toulouse und zum Kanton Léguevin. Die Einwohner werden Réolains und Réolaines genannt.

## Geographie
Laréole liegt an der Grenze zum Département Gers, etwa 37 Kilometer nordwestlich von Toulouse. Umgeben wird Laréole von den Nachbargemeinden Brignemont im Norden, Cox im Norden und Nordosten, Puysségur im Osten, Cadours im Südosten und Süden, Ardizas im Südwesten und Westen sowie Sainte-Anne im Nordwesten.

## Bevölkerungsentwicklung
| Jahr                       | 1962 | 1968 | 1975 | 1982 | 1990 | 1999 | 2006 | 2013 | 2020 |
| Einwohner                  | 183  | 152  | 146  | 138  | 114  | 122  | 134  | 159  | 161  |
| Quellen: Cassini und INSEE |      |      |      |      |      |      |      |      |      |

## Sehenswürdigkeiten
- Kirche Notre-Dame
- Schloss Laréole aus dem Jahr 1579 mit Garten aus dem 18. Jahrhundert, 1927, 1991 und 1994 jeweils in Teilen als Monument historique klassifiziert

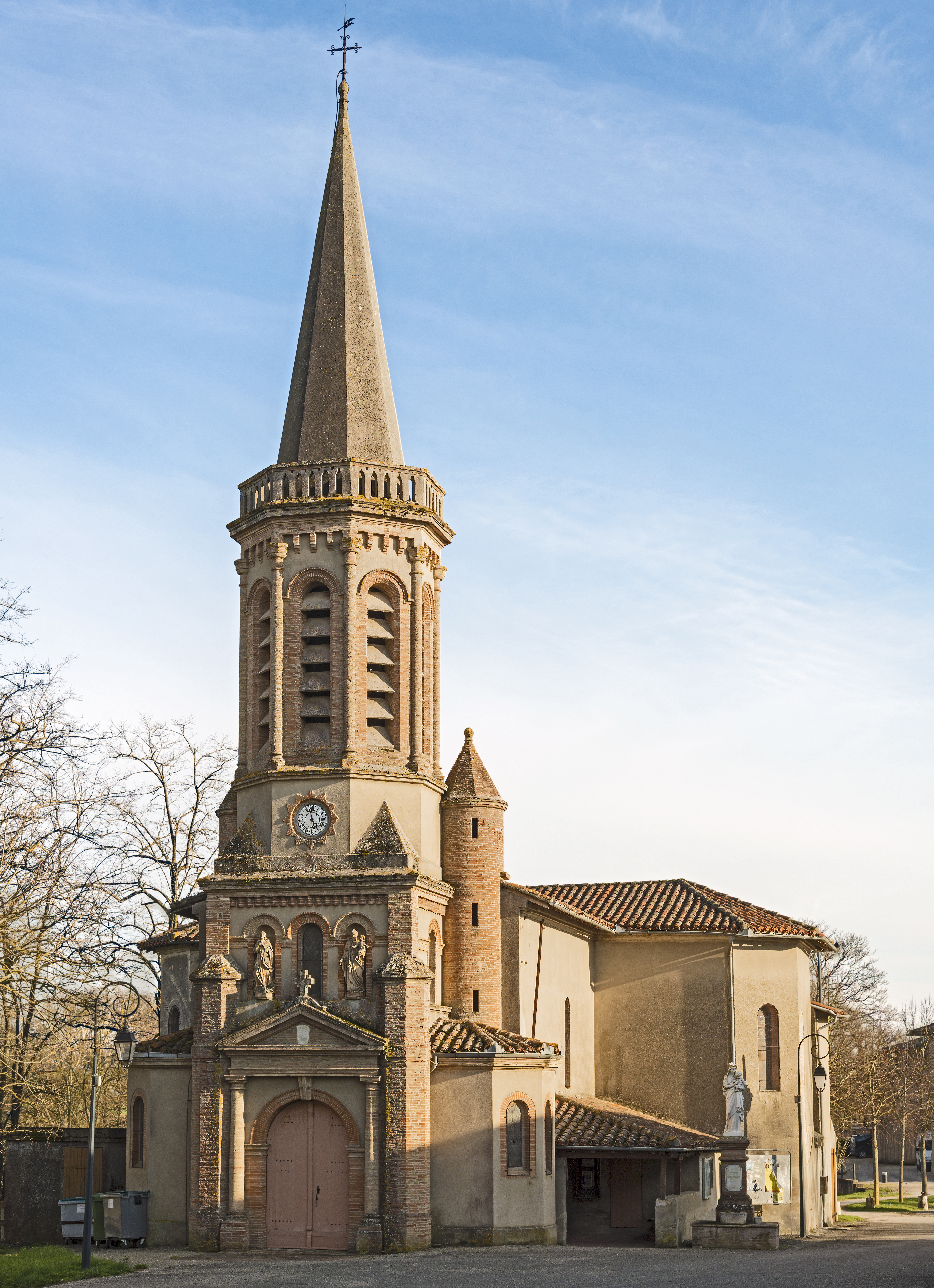
Kirche Notre-Dame
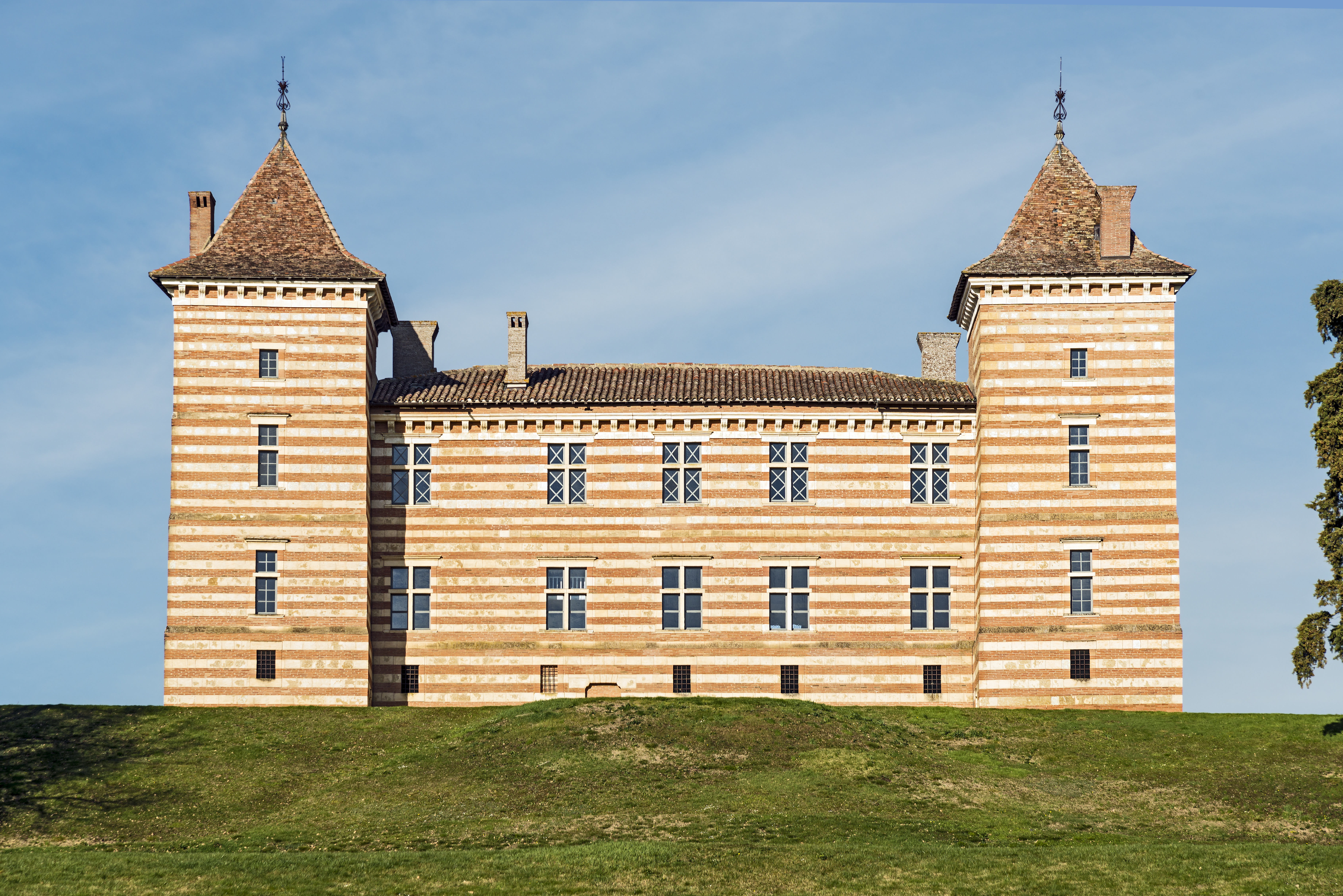
Schloss Laréole, Südwestfassade
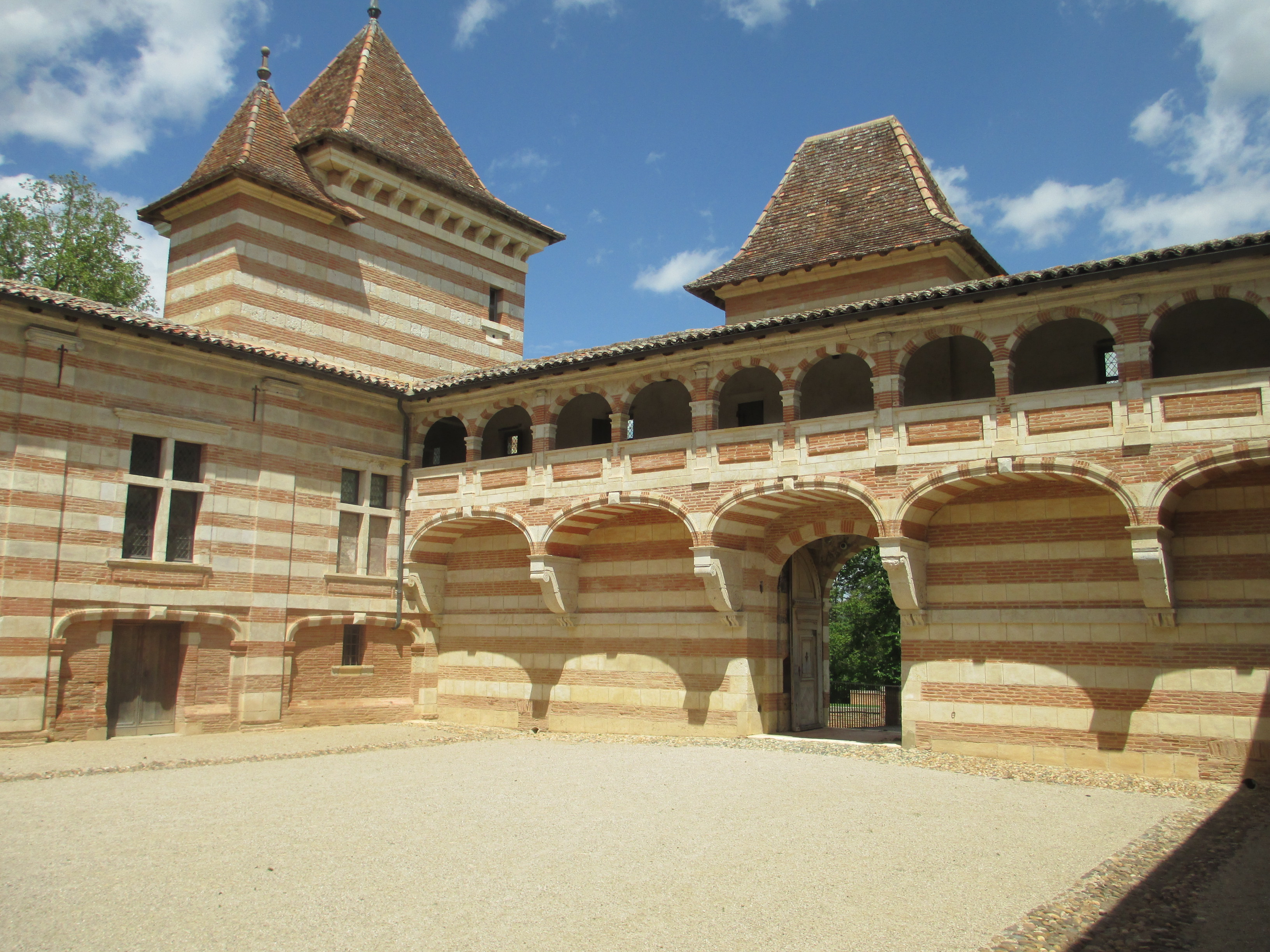
Schloss Laréole, Innenhof

## Persönlichkeiten
- Keith Campbell (1931–1958), australischer Motorradrennfahrer, Weltmeister 1957, auf der Rennstrecke in Cadours tödlich verunglückt